# 大山勝通
大山 勝通（おおやま かつゆき、1927年3月5日 - 2006年12月19日）は日本の気象学者。北海道札幌市生まれ。海外ではvic ooyamaの名前でも知られる。
1951年東京大学物理学科卒。中央気象台（現気象庁）で天気予報などを担当した後、1955年渡米、ニューヨーク大学で学ぶ。そのまま同大学に残り、後に教授に就任。
1960年代前半、数値実験により、台風の発達メカニズムを解明することに初めて成功し、その後の台風の力学的研究の発展の基礎を築いた。同功績により、1972年度の日本気象学会賞を受賞。
その後はアメリカ国立大気研究所 (NCAR) 員、ハリケーン研究所 (NHRL) 員を歴任。